# Nyugaton a helyzet változatlan (film, 1979)
A Nyugaton a helyzet változatlan (eredeti cím: All Quiet on the Western Front) 1979-ben bemutatott amerikai-brit háborús film, Delbert Mann rendezésében, mely Erich Maria Remarque azonos című regényének újabb feldolgozása. A filmben Paul Baumert Richard Thomas játssza, Katczinsky szakaszvezetőt pedig Ernest Borgnine. Ez a második feldolgozás nem kapott Oscar-díjat, de a korabeli háborús filmekhez képest meglepő realizmust vetít elénk.
Korábban Lewis Milestone készített Oscar-díjas filmet Remarque művéből (Nyugaton a helyzet változatlan, 1930).

## Cselekménye
A könyv szenzációsan mutatja be a háborút és annak következményeit. Egy fiatal ember kikerül a frontra, átéli annak borzalmait és megtanulja a túlélés lehetőségeit, a bajtársak összetartását. Amikor elmegy a háborúba, otthon hagyja apját, aki egy büszke német, anyját, akivel imádják egymást, valamint barátnőjét, akivel szeretik egymást. A fronton töltött idő úgy megválltoztatja, hogy amikor hazamehet két hét szabadságra, nem találja a helyét otthon. Az apjával nem értik meg egymást, barátnőjétől is eltávolodik, anyjával való viszonya is kiüresedik. A hátország problémái nem érdekli, mert az nem érti meg a harcoló katona lelkivilágát. Nem érzi jól magát otthon, csak a fronton maradt bajtásaira gondol és a szabadsága lejárta előtt visszamegy a harctérre, ahol másnap el is esik. A befejező képsorban Paul egy madarat rajzol a lövészárokban, és erről megfeledkezve feláll, hogy jobban lássa, amikor lövés dörren…

## Szereplők
- Richard Thomas (Paul Baumer)
- Ernest Borgnine (Katczinsky)
- Mark Drewry (Tjaden)
- Ian Holm (Himmelstoss)
- Donald Pleasence (Kantorek)
- Patricia Neal (Paul anyja)

## Díjak, jelölések
Golden Globe-díj (1980)
- díj: legjobb televíziós film

Emmy-díj (1980)
- díj: legjobb vágás
- jelölés: legjobb film – Martin Starger, Norman Rosemont
- jelölés: legjobb rendezés – Delbert Mann
- jelölés: legjobb férfi mellékszereplő – Ernest Borgnine
- jelölés: legjobb női mellékszereplő – Patricia Neal
- jelölés: legjobb díszlet
- jelölés: legjobb egyéni technikai teljesítmény – Roy Whybrow

Directors Guild of America (1980)
- - díj: legjobb rendező – Delbert Mann